# Маркабру
Маркабру, познат још и као Маркабрус (1130-1150) је један од најранијих посведочених трубадура чије су песме познате. Нема сигурних инсформација о његовом животу; две виде које стоје уз његове песме дају контрадикторне информације, и обе су написане из онога што говоре песме, а не информација.
Маркабрун је био из Гаскоње, био је син сиромаха који се звао Маркабруна. Он је, наводно „писао лоше песме и лоше сатире, ружио жене и љубав“.
По другом извору, Маркабру је остављен као дете на прагу богатог човека и његово порекло се не зна. Одгајио га је Алдрик од Вилара, поезији га је учио Серкамон, прво је добио надимак Пан-перди а затим Маркабру. Постао је познат међу племством Гаскоње, а о неком од племића је говорио ружне ствари, те је убијен.
Приписано му је 45 песама, неке су компликоване, неке ласцивне, критикују даме и господу. Експериментисао је пасторелом, које је користио да би истакао бесплодност похоте. Вероватно је измислио тенсо у некој расправи око дворске љубави и понашања.
Маркабру је био веома цењен међу каснијим песницима и први је прихватио компликовани trobar clus стил. Међу његовим заштитницима био је и Вилијам X од Аквитаније.
Постоји могућност да је путовао у Шпанију 1130. Године 1140. био је пропагирао Реконквисте својом чувенон песмом: Pax in nomine Domini, у којој је назвао Шпанију „lavador (периоцем) у коју витезови долазе да очисте своје душе, пред борбу са неверницима.“
Четири монофоне мелодије су сачуване, као пратња за Маркабруове стихове.

## Поезија
- Пасторала
- Чујте сада